# Kerry Sherman
Kerry Sherman (* 4. Oktober 1953 als Kerry MacDonald im Los Angeles County, Kalifornien) ist eine US-amerikanische Schauspielerin.

## Leben
Sherman wuchs als Tochter der Vaudeville-Künstler Peggy Ryan und Ray McDonald auf; beide Elternteile waren in Film und Fernsehen, sowie am Broadway als Schauspieler tätig. Sie hatte ihr Fernsehdebüt 1971 als Teenager in einer Gastrolle der Serie Hawaii Fünf-Null, in welcher ihre Mutter die wiederkehrende Rolle der Sekretärin Jenny spielte. 1977 erfolgte ihr Spielfilmdebüt in der Horrorkomödie Satan’s Cheerleaders an der Seite von John Ireland, Yvonne De Carlo und John Carradine. Eine Karriere auf der großen Leinwand blieb ihr jedoch versagt; so war sie in Steven Spielbergs Komödie 1941 – Wo bitte geht’s nach Hollywood nur in einer kleinen Nebenrolle zu sehen. Eine etwas größere Rolle als Rosalie stellte sie 1982 in der Actionkomödie Nur 48 Stunden dar.
Von Mitte der 1970er bis Mitte der 1980er Jahre trat Sherman als Gaststar in einer Reihe von Fernsehserien auf, darunter Der Sechs-Millionen-Dollar-Mann, Lou Grant und Mord ist ihr Hobby. Eine gewisse Bekanntheit beim US-amerikanischen Fernsehpublikum erlangte sie durch ihre Darstellung der Amy Perkins in der Seifenoper California Clan. Zwischen 1984 und 1986 war sie in 145 Folgen der Serie zu sehen. Ende der 1980er Jahre zog sie sich aus dem Showgeschäft zurück.

## Filmografie (Auswahl)

### Film
- 1977: Satan’s Cheerleaders
- 1979: 1941 – Wo bitte geht’s nach Hollywood (1941)
- 1982: Nur 48 Stunden (48 Hrs.)
- 1988: Perfect Match – Ein tolles Paar (The Perfect Match)

### Fernsehen
- 1971: Hawaii Fünf-Null (Hawaii Five-0)
- 1976: Der Sechs-Millionen-Dollar-Mann (The Six Million Dollar Man)
- 1977: Make-up und Pistolen (Police Woman)
- 1977: Barnaby Jones
- 1978: Lou Grant
- 1978: Wonder Woman
- 1982: Mr. Merlin
- 1984–1986: California Clan (Santa Barbara)
- 1986: Mord ist ihr Hobby (Murder, She Wrote)